# Хронологија ФНРЈ и КПЈ јануар 1948.
Хронолошки преглед важнијих догађаја везаних за друштвено-политичка дешавања у Федеративној Народној Републици Југославији (ФНРЈ) и деловање Комунистичке партије Југославије (КПЈ), као и општа политичка, друштвена, спортска и културна дешавања која су се догодила у току јануара месеца 1948. године.
| ← децембар '47. | ← децембар '47. | ← децембар '47. | ← децембар '47. | ← децембар '47. | ← децембар '47. | ← децембар '47. | ← децембар '47. | Хронологија ФНРЈ и КПЈ током 1948. | Хронологија ФНРЈ и КПЈ током 1948. | Хронологија ФНРЈ и КПЈ током 1948. | Хронологија ФНРЈ и КПЈ током 1948. | Хронологија ФНРЈ и КПЈ током 1948. | Хронологија ФНРЈ и КПЈ током 1948. | Хронологија ФНРЈ и КПЈ током 1948. | Хронологија ФНРЈ и КПЈ током 1948. | Хронологија ФНРЈ и КПЈ током 1948. | Хронологија ФНРЈ и КПЈ током 1948. | Хронологија ФНРЈ и КПЈ током 1948. | Хронологија ФНРЈ и КПЈ током 1948. | Хронологија ФНРЈ и КПЈ током 1948. | Хронологија ФНРЈ и КПЈ током 1948. | Хронологија ФНРЈ и КПЈ током 1948. | фебруар → | фебруар → | фебруар → | фебруар → | фебруар → | фебруар → | фебруар → | фебруар → |
| Ч               | П               | С               | Н               | П               | У               | С               | Ч               | П                                  | С                                  | Н                                  | П                                  | У                                  | С                                  | Ч                                  | П                                  | С                                  | Н                                  | П                                  | У                                  | С                                  | Ч                                  | П                                  | С         | Н         | П         | У         | С         | Ч         | П         | С         |
| 11              | 2               | 3               | 4               | 5               | 6               | 7               | 8               | 9                                  | 10                                 | 11                                 | 12                                 | 13                                 | 14                                 | 15                                 | 16                                 | 17                                 | 18                                 | 19                                 | 20                                 | 21                                 | 22                                 | 23                                 | 24        | 25        | 26        | 27        | 28        | 29        | 30        | 31        |

## Догађаји

### 1. јануар
- У Железнику, код Београда свечано пуштена у рад фабрика тешких алатних машина „Иво Лола Рибар“, коју је изградила омладина. Свечаном отварању присуствовао је председник Владе ФНРЈ Јосип Броз Тито.[1][2]

### 2. јануар
- Влада ФНРЈ предала је Сједињеним Америчким Државама ноту о питању југословенског злата, које је било депоновано у САД.[1]

### 3. јануар
- Влада ФНРЈ поднела Секретеријату Организације Уједињених нација предлог да на дневни ред наредног заседања Економског и социјалног савета стави питање штете коју ФНР Југославији причињавају Сједињене Америчке Државе задржавањем њеног злата.[1]
- У Београду председник Владе ФНРЈ Јосип Броз Тито, у присуству помоћника министра спољних послова Алеша Беблера, примио америчког амбасадора у ФНРЈ Кевендиша Кенона, са којим је водио разговоре о општим, а нарочито привредним односима између ФНРЈ и САД.[2]

### почетак јануара
- У Београду председник Владе ФНРЈ Јосип Броз Тито примио совјетског амбасадора у ФНРЈ Анатолија Михаиловича Лаврентијева, који му је уручио телеграм Јосифа Стаљина, генералног секретара ЦК СКП(б) у коме је захтевано — „да неко из Политбироа, по могућству Милован Ђилас дође у Москву да би се расправила нека текућа питања“.

### 5. јануар
- У Београду председник Владе ФНРЈ Јосип Броз Тито, у присуству помоћника министра спољних послова Алеша Беблера, примио румунског амбасадора Т. Рудека, са којим је разговарао о променама у Народној Републици Румунији (30. децембра 1947. је укинута монархија и проглашена република).[2]

### 8. јануар
- У Београду одржана седница Президијума Народне скупштине ФНРЈ на којој су ратификовани Уговори о пријатељству са Бугарском (потписан 26. новембра у Варни), Мађарском (потписан 8. децембра у Будимпешти) и Румунијом (потписан 19. децембра у Букурешту). На истој седници Президијум је усвојио предлог председника Владе Јосипа Броза Тита о организацији и реконструкцији Владе.[1]
- Из Београда за Москву, возом преко Румуније, где се делегација задржала један дан у посети, отпутовао члан Политбироа ЦК КПЈ Милован Ђилас, као и делегација Југословенске армије (ЈА), коју је предводили генерали Коча Поповић и Светозар Вукмановић Темпо. Током боравка у Совјетском Савезом, Ђилас и делегација ЈА су водили разговоре са Стаљином, Молотовом, Ждановом, Булгањином и маршалом Васиљевским о текућим питањима — смештај Информбироа у Београду, совјетска војна помоћ Југославији и југословенско-албански односи. У току јануара, делегацији се придружио Богдан Црнобрња, као представник југословенске спољне трговине, који је заједно са Ђиласом водио разговоре са Анастасом Микојаном о трговинској размени између ФНРЈ и СССР. Југословенској делегацији су се 8. фебруара придружили Едвард Кардељ и Владимир Бакарић.[3]

### 10. јануар
- У Београду на иницијативу Централног одбора Јединствених синдиката Југославије (ЈСЈ) формиран Одбор за помоћ грчком народу. У Одбор су изабрани представник Јединствених синдиката, Анитфашистичког фронта жена и угледни јавни и културни радници.[1]
- У Загребу од 10. до 11. јануара одржано прво саветовање три академије наука и уметности ФНРЈ — Српске академије наука (САН), Словеначке академије знаности и уметности (САЗУ) и Југославенске академија знаности и умјетности (ЈАЗУ). На саветовању су утврђене смернице за будући заједнички рад и донета Резолуција у којој је прецизирана друштвена, научна и идеолошка улога академија.[1]

### 13. јануар
- У селу Дмбени, код Костура у Егејској Македонији одржан Први конгрес Народноослободилачког фронта Македонаца из Егејске Македоније, коме је присуствовало 500 делегата. Током Конгреса поднета су два реферата — Организациони и политички реферат о дoтадашњој делатности и задацима организације, поднео је политички секретар Михаило Керамикчијев и О делатности Антифашистичког фронта жена Вера Николова, док је Паскал Митревски дао образложење Програма и Статута Нароодноослободилачког фронта. Конгрес је усвојио Програм и Статут Народног фронта и донео Резолуцију под називом Македонски народ ће дати све своје снаге у борби за независност, демократију и равноправност. На крају рада Конгреса изабран је Главни одбор од 35 чланова и 15 заменика. Народноослободилачки фронт Македонаца имао је велики утицај на Македонце у Егејској Македонији и њихово учешће у Грчком грађанском рату, где се у редовима Демократске армије Грчке борило око 20.000 Македонаца.[1]

### средина јануара
- У Београду одржано заседање Информационог бироа комунистичких партија (Информбиро), на коме су учествовали представници девет комунистичких партија — Иван Гошњак и Борис Зихерл испред КП Југославије, Владимир Поп-Томов у испред Бугарске КП, Јосиф Кишиневски и Леонте Рауту у испред КП Румуније, Мартон Хорват и Ференц Биро испред Мађарске радничке народне партије, Зенон Клишко и Јан Финкелштајн испред Пољске уједињене радничке партије, Павел Јудин и В. Григорија испред Свесавезне комунистичке паерије (бољшевика), О. Лекер и П. Хентгес испред испред КП Француске, Бедржих Геминдер и Б. Вода-Пекса испред КП Чехословачке, Д. Роси и Ђанкарло Пајета испред КП Италије. Током заседања разматрано је питање стварања сталног колегијума уредника органа Информбироа — листа За чврст мир, за народну демократију и предложено да свака партија предложи по једног представника у колегијум.[1]

### 19. јануар
- Основан Савез сељачких радних задруга Народне Републике Хрватске. Оснивачкој скупштини присуствовало је 159 делегата сељачких радних задруга, као и 30 представника 30 задруга које су се оснивале. Основни задаци стављени пред чланове Савеза сељачких задруга били су унапређење пољопривреде, развитак локалне привреде и подизање материјалног и културног живота сељака-задругара.[4]
- У Скопљу, од 19. до 25. јануара, пред Окружним судом одржано суђење против 17 припадника шпијунско-терористичке организације „Јуџел“, који су уз финансијску помоћ из иностранства покушали да дестабилизују Народну Републику Македонију. Свих 17 оптужених су током окупације били сарадници окупатора, а вође организације — Исак Шуаип, Алија Али, Јакуб Назми и Адем Адем осуђени су на смртну казну, а остали оптужени на временске казне.[4]

### 23. јануар
- У Загребу умро Драгутин Врђука (1895—1948), фудбалер и први голман фудбалске репрезентације Југославије.

### 25. јануар
- У Београду, од 25. до 27. јануара, одржан Други конгрес Антифашистичког фронта жена Југославије (АФЖ), коме су поред делегата присуствовали маршал Тито и делегати иностраних женских организација. На Конгресу су разматрани Реферат о задацима антифашисткиња Југославије и Реферат о резултатима рада АФЖ и неким организационим проблемима. Конгрес је усвојио Статут АФЖ и донео три Резолуције, у којима се позивају жене у борбу за мир и против ратних хушкача, да узму активно учешће у привредном животу земље и у васпитању деце. На крају Конгреса изабран је Централни одбор, са 174 члана и Извршни одбор, са 41 чланом. На првом састанку Извршног одбора, одржаном 31. јануара 1948. године за председника Централног одбора АФЖ изабрана је Вида Томшич.[3][4][2]

### 28. јануар
- У Загребу, од 28. до 30. јануара, одржано Прво саветовање новинара словенских земаља, које је отворио председник Општесловенског комитета Божидар Масларић.[4]